# Panglima Estino
Panglima Estino (Bayan ng Panglima Estino) är en kommun i Filippinerna. Kommunen ligger på ön Suluöarna, och tillhör provinsen Sulu. Folkmängden uppgår till 21 443 invånare.
Panglima Estino är indelat i 12 barangayer.